# Peñón de Mbororé

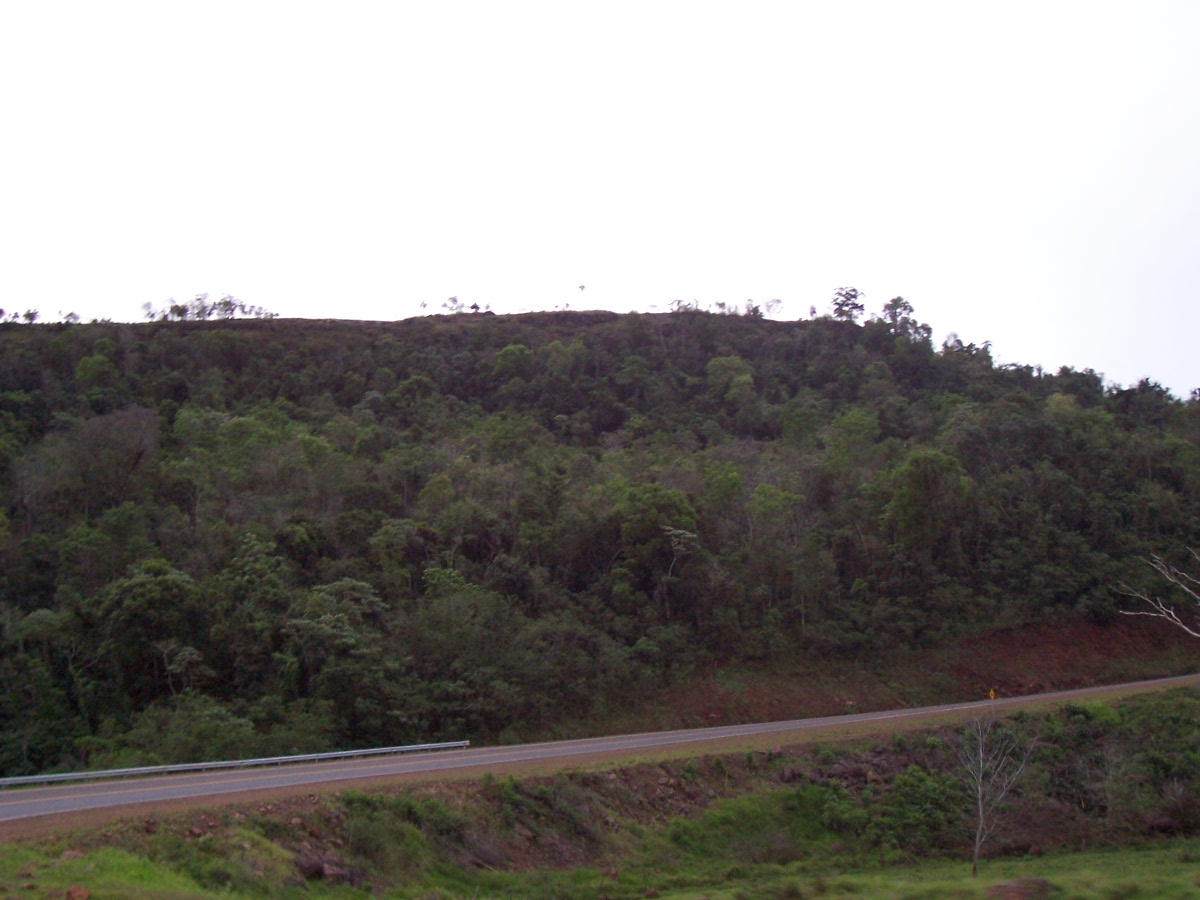
El Peñón de Mbororé, bordeado por la ruta provincial n.º 2.

El Peñón de Mbororé es un cerro ubicado en la localidad misionera de Panambí, en Argentina. Se encuentra a orillas del río Uruguay, que hace de límite natural con el Brasil. 
En ese lugar, en el año 1641, los guaraníes comandados por los caciques Ñeenguirú y Abiarú, nativos de esa región, junto a algunos padres jesuitas se organizaron para defenderse de las bandeiras Paulistas conformadas por portugueses y algunos indios mestizos, que venían desde la región de San Pablo para esclavizar a los indios.
Luego de una semana de lucha, el día 11 de marzo de 1641, ganaron los nativos del lugar. Siendo ésta, la primera Batalla Naval en la zona de la actual Argentina.

## Geografía

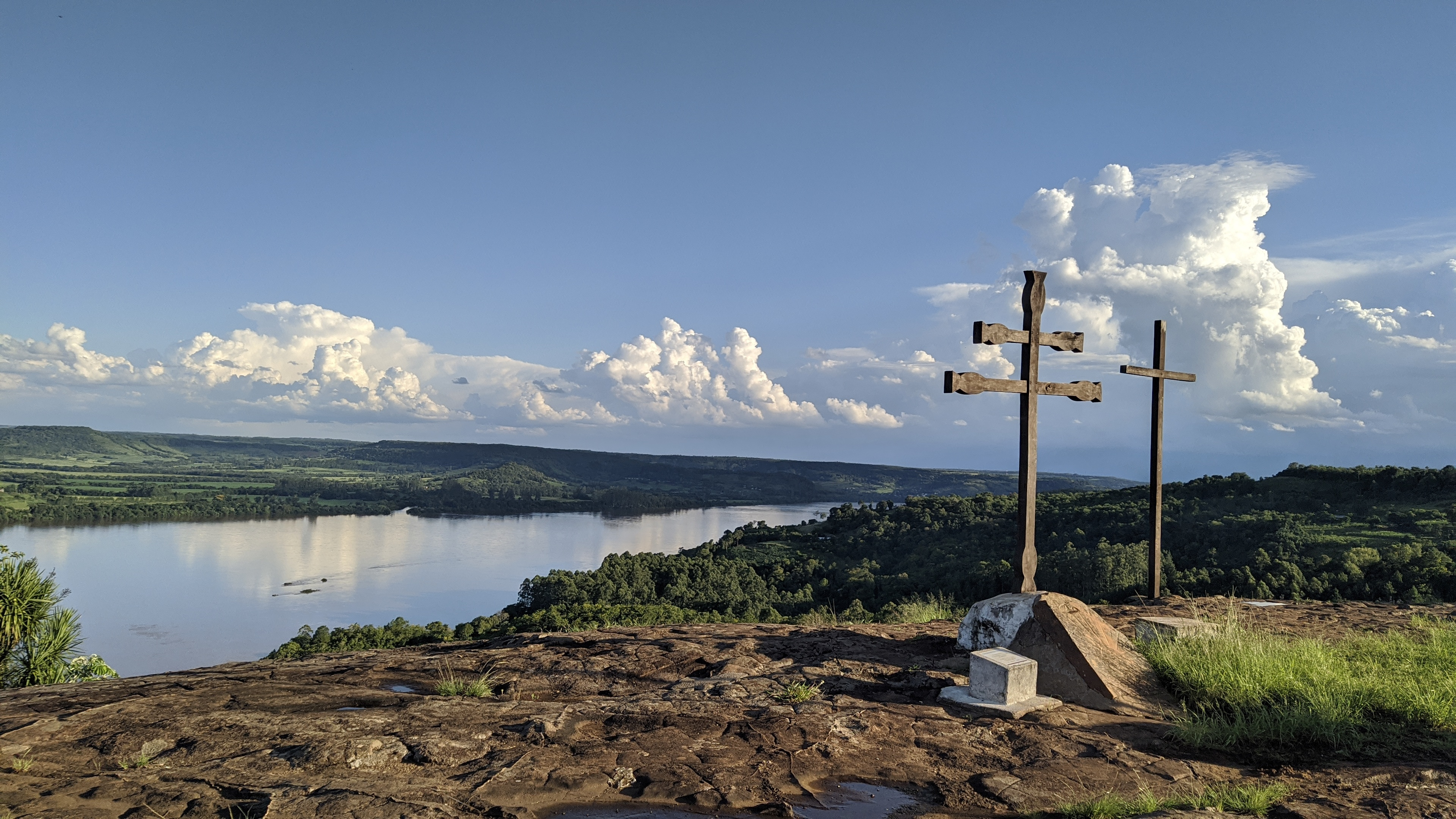
Vista panorámica desde el Cerro Mbororé.

El Cerro Mbororé está ubicado a la margen derecha del Río Uruguay a 6 kilómetros de Puerto Panambí en las coordenadas: 27°40′59″S 54°54′39″O / -27.6831139, -54.9109448. También se puede llegar hasta él por la Ruta Costera N° 2. Otra vía de acceso se encuentra a la altura del Kilómetro 10 de la Ruta Provincial N° 5, a través del cual se puede llegar a la cima aún en transporte. Desde allí se puede apreciar un maravilloso paisaje compuesto por el río y una exuberante vegetación.